# Barcă semi-rigidă

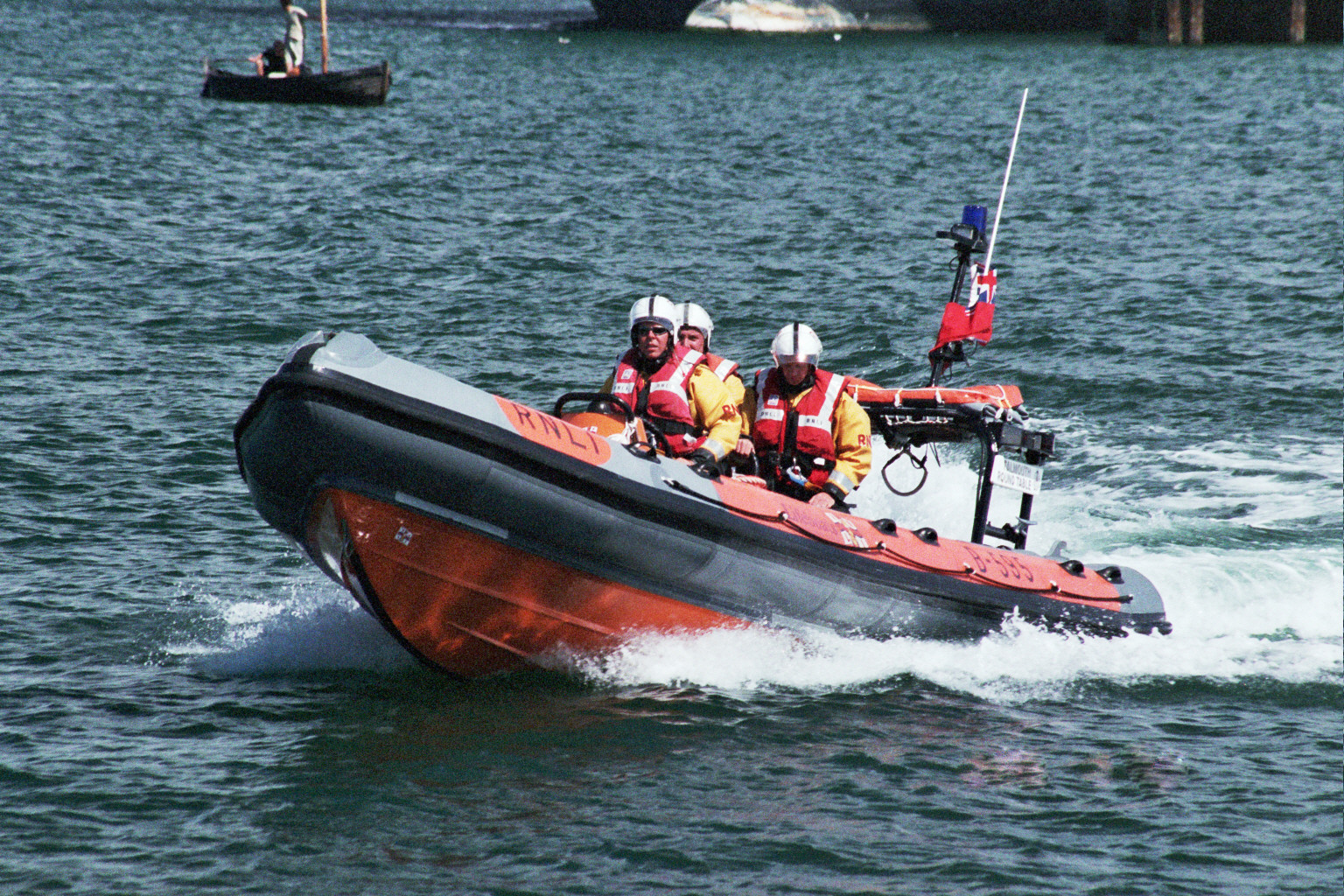
Barcă semi-rigidă pentru intervenții

Barcă semi-rigidă (engleză: Rigid Hull Inflatable Boat - RIB) este o ambarcațiune cu motor având coca și chila rigide, iar bordurile gonflabile, fiind astfel o combinație între barca rigidă și barca pneumatică.
Barca semi-rigidă se caracterizează prin flotabilitate, stabilitate, și capacitate de încărcare superioare față de o barcă rigidă de dimensiuni similare.
Comparată cu barca pneumatică are mai multă rigiditate datorită chilei solide, iar prin modificarea etravei și prova ceva mai înălțată în formă de V, posedă o hidrodinamică mult sporită.
Bărcile semi-rigide de dimensiuni mari sunt folosite în special pentru sporturi nautice, intervenții și salvare, sau aplicații militare.
Primele tipuri de bărci semi-rigide au fost realizate în anul 1967 în Marea Britanie sub numele de Atlantic 21, iar primul model comercializat a fost Avon Co Searider produs de firma Avon din Marea Britanie, lansat în ianuarie 1969 la Londra Boat Show.

## Avantaje
Avantajele acestor ambarcațiuni sunt multiple: viteză sporită, pot fi puse la apă cu mai multă ușurință decât bărcile rigide, pot fi transportate pe același tip de trailer ca cele rigide, precum și reparații și întreținere simplificate.

## Caracteristici generale
- coca și chila sunt construite din oțel, aluminiu, sau lemn iar mai recent, materiale compozite ce au în componență material plastic ranforsat cu fibră de sticlă.
- bordurile sunt fabricate în secțiuni cilindrice separate, prevăzute fiecare cu supapă de aer. Materiale comune sunt cauciucul sintetic (polietilen clorosulfanat ) la care se adaugă neopren pentru etanșeitate, PVC (policlorură de vinil), sau poliuretan și neopren pentru etanșeitate, acestea fiind și cele mai rezistente (anti sfâșiere, antiglonț).
- sunt propulsate de unul, două sau chiar mai multe motoare exterioare (motor outboard) în doi sau patru timpi, având puterea de aproximativ 5 ... 300 CP, iar viteza este în funcție de încărcătură, dimensiuni, starea mării și poate fi de regulă de 30 Nd (56 km/h), ajungând până la 40 ... 70 Nd (74 ... 130 km/h) pentru modele mai performante.
- lungimea unei bărci semi-rigide este, în general, de 4 ... 9 m, dar sunt modele cu lungime de până la 18 m.

## Producători
- Avon
- Bombard
- Osprey
- Ribcraft
- Ribtec
- Renegade Arhivat în 2 februarie 2011, la Wayback Machine.
- Tornado Arhivat în 7 februarie 2011, la Wayback Machine.
- Wimbi Boats
- Zodiac